# Napolact
Napolact este un brand al companiei olandeze FrieslandCampina, unul dintre cei mai mari producători de lactate din lume. Brandul este folosit doar în România, unde compania deținea în 2015 trei fabrici, la Baciu, Țaga (ambele în județul Cluj) și Târgu Mureș.

## Istorie
În anul 1905, este atestată în Cluj-Napoca firma de produse lactate, Atelierul lui Vlad, loc în care se fabricau unt și brânză de vacă. Aceasta se dezvoltă în timp, ajungând în 1936 să producă și iaurt, brânzeturi fermentate sau topite. În 1948, mica fabrică de lactate din Cluj este naționalizată, odată cu preluarea de către stat a tuturor întreprinderilor private, fiind redenumită “Întreprinderea de Industrializare a Laptelui Cluj”. În anul 1990, societatea a luat denumirea de Napolact, iar în 1994 Napolact obține o serie de premii și distincții din partea statului român. Cu cele 180.000 tone de lapte prelucrat în medie pe zi, Napolact a ajuns în 1998 primul producător din domeniul lactatelor din țara sa.

## Producție și distribuție
Începând cu noiembrie 2014, odată cu redeschiderea Fabricii de brânză din  comuna Țaga, producția se realizează în Fabrica de produse lactate Baciu, Fabrica de produse lacate Târgu Mureș și Fabrica de brânzeturi Țaga. Distribuția se face prin magazinele și depozitele din Cluj-Napoca și București.
Pentru toate produsele Napolact, compania FrieslandCampina folosește, pe toată durata anului, lapte crud colectat exclusiv de la fermierii din Ardeal.

## Extindere și modernizare
Societatea a trecut începând cu 1990 prin mai multe procese de modernizare. Cele mai importante au fost realizate însă după 2004, odată cu preluarea Napolact de către Friesland și cu introducerea standardelor europene în fabricile din Baciu și Târgu Mureș și îmbunătățirea majoră a nivelului de calitate a produselor și a capacității de producție.
În 2014, Napolact deschide primul magazin cu o zonă de cafenea în Cluj-Napoca.

## Produse
Portofoliul produselor Napolact acoperă principalele produse lactate, cum sunt:
- lapte proaspăt
- iaurturi
- brânzeturi proaspete și maturate (Năsal)
- cașcaval
- smântână
- unt
- produse din lapte ecologic

Mai multe produse lactate Napolact au fost atestate la Ministerul Agriculturii ca produse tradiționale românești: iaurtul Cedra, brânza Năsal, brânza Târnava, brânza Alpina, brânza Alpina afumată, cașcavalul Bobâlna, cașcavalul Dej, brânza telemea Huedin.
De asemenea, Napolact a lansat, în aprilie 2015, gama Napolact BIO: lapte, iaurt, sana sau chefir. Produsele Napolact BIO provin de la 14 ferme ecologice amplasate în Ardeal, ferite de orice sursă de poluare, respectând normele legislației în vigoare, astfel încât aerul, apa, solul să fie nealterate. Certificările obținute atestă faptul că laptele ecologic provine de la animale crescute în condiții naturale, hrănite și ele la rândul lor cu mâncare bio, fără aditivi, antibiotice sau alte substanțe chimice.

## Premii
Începând cu 1994, Napolact a obținut o serie de premii și distincții din partea statului român ce laudă calitatea produselor. În 2003, Napolact a obținut locul I în categoria industria alimentară, întreprinderi foarte mari și o diplomă de eminență la ediția a X-a a Topului Național al Firmelor. În 2013, Napolact este declarată cea mai de încredere marcă din industria lactatelor, potrivit studiului Trusted Brands 2013, realizat de revista Reader's Digest în România. Studiul folosește numai întrebări deschise, în care consumatorii sunt rugați să nominalizeze mărcile.